# Croixanvec
Croixanvec is een plaats en voormalige gemeente in het Franse departement Morbihan in de regio Bretagne en telt 155 inwoners (2005). De plaats maakt deel uit van het arrondissement Pontivy.

## Geschiedenis
Croixanvec fuseerde op 1 januari 2022 met Saint-Gérand tot de commune nouvelle Saint-Gérand-Croixanvec.

## Geografie
De oppervlakte van Croixanvec bedraagt 6,2 km², de bevolkingsdichtheid is 25,0 inwoners per km².
De onderstaande kaart toont de ligging van Croixanvec met de belangrijkste infrastructuur en aangrenzende gemeenten.

## Demografie
Onderstaande figuur toont het verloop van het inwonertal.